# Mierzynówka
Mierzynówka [mjɛʐɨˈnufka] est un village polonais de la gmina de Grodzisk dans le powiat de Siemiatycze et dans la voïvodie de Podlachie. Il se situe à environ 2 kilomètres à l'est de Grodzisk, à 20 kilomètres au nord de Siemiatycze et à 65 kilomètres au sud-ouest de Bialystok. 